# Keita Saitō
Keita Saitō (japanisch 齋藤 恵太 Saitō Keita; * 31. März 1993 in der Präfektur Miyagi) ist ein japanischer Fußballspieler.

## Karriere
Saitō erlernte das Fußballspielen in der Schulmannschaft der Seiwa Gakuen High School und der Universitätsmannschaft der Sendai-Universität. Seinen ersten Vertrag unterschrieb er 2015 bei Fukushima United FC. Der Verein spielte in der dritthöchsten Liga des Landes, der J3 League. Für den Verein absolvierte er 28 Ligaspiele. 2016 wechselte er zum Zweitligisten Roasso Kumamoto. Für den Verein absolvierte er 37 Ligaspiele. Im Juli 2017 wechselte er zum Ligakonkurrenten Mito HollyHock. Für den Verein absolvierte er 22 Ligaspiele. Im Juli 2019 wechselte er zum Drittligisten AC Nagano Parceiro. Für den Verein absolvierte er 17 Ligaspiele. 2020 wechselte er zum Ligakonkurrenten Blaublitz Akita. Mit Blaublitz feierte er 2020 die Meisterschaft der dritten Liga und den Aufstieg in die zweite Liga. Nach insgesamt 130 Ligaspielen, in denen er 15 Treffer erzielte, wechselte er im Januar 2024 zum Zweitligisten Fagiano Okayama. Am Ende der Saison 2024 belegte er mit Okayama den fünften Tabellenplatz und qualifizierte sich somit zu den Aufstiegsspielen zur ersten Liga. Hier konnte man sich im Finale gegen Vegalta Sendai durchsetzen und stieg somit in die erste Liga auf.

## Erfolge
Blaublitz Akita
- Japanischer Drittligameister: 2020  ▲